# Where'd You Go, Bernadette (película)
Where'd You Go, Bernadette es una película estadounidense de comedia dramática de 2019 dirigida por Richard Linklater y escrita por el propio Linklater, Holly Gent, Vincent Palmo Jr., Michael H. Weber y Scott Neustadter, basada en la novela homónima de Maria Semple. Está protagonizada por Cate Blanchett, Billy Crudup, Emma Nelson, Kristen Wiig, Judy Greer, Laurence Fishburne, Troian Bellisario y James Urbaniak.
Where'd You Go, Bernadette se estrenó el 16 de agosto de 2019 por Annapurna Pictures a través de su empresa conjunta United Artists y recibió críticas mixtas de los críticos.

## Sinopsis
Arquitecta convertida en reclusa, Bernadette odia a las personas, odia salir de la casa y, más que nada, odia a los otros padres en la escuela de su hija Bee, de 15 años. Cuando desaparece antes de un viaje familiar a la Antártida, Bee se decide a descubrir dónde ha desaparecido y qué le sucedió realmente.

## Reparto
- Cate Blanchett como Bernadette Fox.
- Billy Crudup como Elgie Branch.
- Emma Nelson como Bee Branch.
- Kristen Wiig como Audrey Griffin.
- James Urbaniak como Marcus Strang.
- Judy Greer como la doctora Kurtz.
- Troian Bellisario como Becky.
- Zoë Chao como Soo-Lin Lee-Segal.
- Laurence Fishburne como Paul Jellinek.
- Claudia Doumit como Iris.
- Katelyn Statton como Vivian.
- Steve Zahn como David Walker.
- Megan Mullally como Judy Toll.
- Richard Robichaux como Floyd.
- Jóhannes Haukur Jóhannesson como Capitán J. Rouverol

## Producción
En enero de 2013, Annapurna Pictures y Color Force adquirieron los derechos de la novela, y anunció que Scott Neustadter y Michael H. Weber escribirían el guion, mientras que Maria Semple, Bryan Unkeless y Ted Schipper serían los productores ejecutivos. En febrero de 2015, se anunció que Richard Linklater dirigiría la película. En noviembre de 2015, Cate Blanchett se unió al reparto de la película.  En abril de 2016, se anunció que Holly Gent Palmo y Vince Palmo se encargarían de redactar el guion de la película.
En marzo de 2017, se anunció que Kristen Wiig aparecería en la película. En mayo de 2017, Billy Crudup se unió al reparto. En junio de 2017, Judy Greer, James Urbaniak y Laurence Fishburne también se unieron a la película. En julio de 2017, Troian Bellisario fue contratada. Luego, se informó que Graham Reynolds compondría la música de la película. Finalmente, en junio de 2018, Emma Nelson también se unió al reparto de la película.

### Filmación
La fotografía principal comenzó el 10 de julio de 2017. Ambientada en Seattle, la filmación tuvo lugar en Pittsburgh y Vancouver. Las escenas ambientadas en la Antártida fueron filmadas en Groenlandia.

## Estreno
La película se estrenó el 16 de agosto de 2019, en un principio se anunció que la película sería estrenada el 11 de mayo de 2018, luego la fecha fue atrasada al 19 de octubre de 2018, luego al 22 de marzo de 2019 y por último al 9 de agosto de 2019, antes de cambiarse a su fecha final.

## Recepción

### Taquilla
En los Estados Unidos y Canadá, Where'd You Go, Bernadette fue lanzada junto a Blinded by the Light, 47 Meters Down: Uncaged y Chicos buenos, y se proyecta que recaudará alrededor de $5 millones de 2.404 teatros en su primer fin de semana. Ganó $1.2 millones en su día de apertura, incluidos $200,000 de los avances de la noche del jueves. Luego se estrenó a $3.5 millones, terminando en el puesto 11.

### Crítica
En Rotten Tomatoes, la película tiene una calificación de aprobación del 49% basada en 164 reseñas, con una calificación promedio de 5.67/10. El consenso crítico del sitio web dice: "Where'd You Go, Bernadette ofrece una prueba desalentadora de que un director talentoso, un material fuente superventas y un elenco excelente pueden sumar mucho menos que la suma de sus partes". En Metacritic, que utiliza un promedio ponderado, la película tiene una puntuación de 51 de 100, basada en 39 críticas, lo que indica "críticas mixtas o promedio". El público encuestado por CinemaScore le dio a la película una calificación promedio de "B" en un A + a Escala F, mientras que los de PostTrak le dieron un promedio de 3.5 de 5 estrellas y una "recomendación definitiva" del 60%.
Richard Roeper del Chicago Sun-Times le dio a la película 2 de 4 estrellas y escribió: "Filmado en un estilo sólido pero directo, poblado por personajes problemáticos que son agresivamente desagradables, frustrantemente pasivos y / o clichés fácilmente ridiculizados, donde Where'd You Go, Bernadette es una de las películas más decepcionantes de 2019". En su reseña de 1/4 estrellas para The Globe and Mail, Barry Hertz dijo:" Hay, enterrada en algún lugar de la película de Linklater o por muchas ediciones puede haber sufrido, lo que apesta a indecisión, una historia perspicaz e incluso estimulante sobre lo que le sucede a un genio creativo una vez que deja de crear, pero el trabajo real presenta un buen argumento de que, para algunos artistas, podría ser mejor dejarlo mientras estás adelante".